# Arthrographis sulphurea
Arthrographis sulphurea är en svampart som först beskrevs av Robert Kaye Greville, och fick sitt nu gällande namn av Stalpers & Oorschot 1984. Arthrographis sulphurea ingår i släktet Arthrographis och familjen Eremomycetaceae.   Inga underarter finns listade i Catalogue of Life.